# 脇田茉奈
脇田 茉奈（わきた まな、1997年1月7日 - ）は、日本の元タレントである。埼玉県出身。2015年ミス理科大ファイナリスト
、シラトロイド賞・KOSE賞受賞。女性アイドルグループカレッジ・コスモスやnon-noカワイイ選抜として活動し、2019年3月31日、芸能活動から退いた。
妹の脇田璃奈もnon-noカワイイ選抜であり、カレッジ・コスモスのメンバーである。

## 活動歴
スペースクラフト・エンタテインメントに所属し、以下の活動があった。
- シラトロイドガールズ[5]
- キャンパスクイーン
- non-noカワイイ選抜
- カレッジ・コスモス

## 来歴
- 2015年4月、東京理科大学経営学部経営学科に入学。
- 2016年度・2017年度東京理科大学経営学部優秀学生賞を受賞。
- 2018年10月3日、スペースクラフトとアップフロントグループの共同プロジェクトである、現役女子大生25人によるアイドルグループカレッジ・コスモスへの参加が決定[6]。
- 2019年3月28日、就職のため同年3月31日をもってカレッジ・コスモスを卒業[7]と発表。

## コンテスト受賞歴
- 2015年ミス理科大ファイナリスト、シラトロイド賞・KOSE賞受賞。

## 主な出演作品

### テレビ
- VS女子大生(AbemaTV、土曜日22時～23時 )
- 真麻のドドンパッ!（BS日テレ、平日11時～11時55分、再放送平日15時～15時55分）
- D1GRANDPRIX(TOKYO MX2、24時～24時20分)
- 綾小路きみまろの人生ひまつぶし アシスタント(テレビ大阪、日曜日14時～14時54分)

### スチル広告モデル
- TOKYO TREND RANKING 8月号 表紙、2016年
- TOKYO TREND RANKING 10月号 表紙、2016年
- サンリオピューロランド 夏の学生限定割引キャンペーンモデル、2017年
- レッツエンジョイ東京 8月号 表紙、2017年

### WEB
- キャンパスクイーンコレクション晴れ着スペシャル2017 文藝春秋BOOKS 2016年01月29日
- キャンパスクイーンコレクション　Summer Special 文藝春秋BOOKS 2016年09月30日
- キャンパスクイーンコレクション―あの大学の、気になるあの子たち― 文藝春秋BOOKS 2015年10月29日
- 世界睡眠会議「寝顔美女」 2016年
- clicccar 2016年

## 雑誌
- 週刊文春 2016年10月13日号
- non-no 2016年5月号
- non-no 2016年3月号
- non-no 2017年5月号
- non-no 2017年9月号
- non-no 2017年10月号
- non-no 2017年12月号
- ray 2016年3月号など

## 人物・特徴
- 性格
  - 長所は負けず嫌い
  - 短所は朝起きれない所

- 特技
  - ダンス

- 趣味
  - 音楽鑑賞、ショッピング、食べること